# 隣のヒットマンズ 全弾発射
『隣のヒットマンズ 全弾発射』（となりのヒットマンズぜんだんはっしゃ、原題: The Whole Ten Yards）は、2004年公開のアメリカ映画。ブルース・ウィリス、マシュー・ペリー共演によるコメディ映画。2000年の映画『隣のヒットマン』の続編である。

## ストーリー
伝説の殺し屋ジミー・チュデスキは、稼業を引退し、料理と掃除に燃える“主夫”となってメキシコで暮らしていた。愛妻のジルはプロの殺し屋を目指して今日も修行中。そしてジミーの元隣人と元妻、オズとシンシアのカップルも、ロスで幸せな新婚生活を満喫していた。ある朝、ジミーは新聞でマフィアのボス・ラズロが出獄したことを知る。ジミーの密告によって逮捕されたことを恨むラズロは、さっそく復讐計画を開始。手始めにオズの自宅を襲撃し、シンシアを誘拐する。オズはメキシコのジミーに助けを求めるが…。

## キャスト
※括弧内は日本語吹替
- ジミー・“チューリップ”・チュデスキ - ブルース・ウィリス（磯部勉）
- ニコラス・“オズ”・オゼランスキー - マシュー・ペリー（水島裕）
- ジル・セント・クレア - アマンダ・ピート（深見梨加）
- シンシア・オゼランスキー - ナターシャ・ヘンストリッジ（塩田朋子）
- ラズロ・ゴーゴラック - ケヴィン・ポラック（山路和弘）
- ストラボ - フランク・コリソン（斎藤志郎）
- イェルモ - サイラス・ウィアー・ミッチェル（乃村健次）
- ゼボ - ジョニー・メスナー（青山穣）
- ジュリー - タシャ・スミス（羽村京子）
- ヤンニ・ゴーゴラック - ケヴィン・ポラック ※写真のみ

## パッケージソフト
- DVD「隣のヒットマンズ 全弾発射」（2005年3月11日）日活。